# قائمة وزراء الخارجية في 2019
قائمة وزراء الخارجية في 2019..

## أفريقيا
- الجزائر – صبري بوقادوم (2020–حالياً)
- أنغولا – مانويل دومينغوس أوقستو (2017–حالياً)
- بنين – Aurélien Agbénonci (2016–حالياً)
- بوتسوانا – Vincent T. Seretse (2018–حالياً)
- بوركينا فاسو – Alpha Barry (2016–حالياً)
- بوروندي – Ezéchiel Nibigira (2018–حالياً)
- الكاميرون- Lejeune Mbella Mbella (2015–حالياً)
- الرأس الأخضر – Luís Felipe Tavares (2016–حالياً)
- جمهورية إفريقيا الوسطى – Sylvie Baïpo-Temon (2018–حالياً)
- تشاد – محمد زين شريف (2017–حالياً)
- جزر القمر – محمد الأمين صيف (2017–حالياً)
- Congo–Brazzaville (Republic of the Congo) – جان-كلود غاكوسو  [لغات أخرى]‏ (2015–حالياً)
- Congo–Kinshasa (Democratic Republic of the Congo) – Léonard She Okitundu (2016–حالياً)
- جيبوتي – محمود علي يوسف (2005–حالياً)
- مصر – سامح شكري (2014–حالياً)
- غينيا الاستوائية – Simeón Oyono Esono Angue (2018–حالياً)
- إرتريا – عثمان صالح محمد (2007–حالياً)
- إثيوبيا – Workneh Gebeyehu (2016–حالياً)
- الغابون – Régis Immongault Tatangani (2018–حالياً)
- غامبيا – Mamadou Tangara (2018–حالياً)
- غانا – Shirley Ayorkor Botchway (2017–حالياً)
- غينيا – Mamadi Touré (2017–حالياً)
- غينيا بيساو – João Ribeiro Butiam Có (2018–حالياً)
- Ivory Coast (Côte d'Ivoire) – Marcel Amon Tanoh (acting to 2017) (2016–حالياً)
- كينيا – مونيكا جوما (2018–حالياً)
- ليسوتو – Lesego Makgothi (2017[2]–حالياً)
- ليبيريا – Gbehzohngar Findley (2018–حالياً)
- ليبيا
  - Government of مجلس النواب الليبي (Government of Libya internationally recognized to 2016) – محمد الدايري (2014–حالياً)
  - حكومة الوفاق الوطني (ليبيا) (Interim government internationally recognized as the sole legitimate government of Libya from 2016) – محمد طه سيالة (2016–حالياً)
- مدغشقر – Eloi Maxime Alphonse (2018–حالياً)
- مالاوي – Emmanuel Fabiano (2017–حالياً)
- مالي – Kamissa Camara (2018–حالياً)
- موريتانيا – إسماعيل ولد الشيخ أحمد (2018–حالياً)
- موريشيوس – Vishnu Lutchmeenaraidoo (2016–حالياً)
- المغرب – ناصر بوريطة (2017–حالياً)
- موزمبيق – José Condungua Pacheco (2017–حالياً)
- ناميبيا – نتومبو ناندي ندايتواه (2012–حالياً)
- النيجر – كالا أنكوريو  [لغات أخرى]‏ (2018–حالياً)
- نيجيريا – Geoffrey Onyeama (2015–حالياً)
- رواندا – Richard Sezibera (2018–حالياً)
- ساو تومي وبرينسيب – إلسا تيكسيرا بينتو  [لغات أخرى]‏ (2018–حالياً)
- السنغال – سيديكي كابا  [لغات أخرى]‏ (2017–حالياً)
- سيشل – داني فوري (2016–حالياً)
- سيراليون – Alie Kabba (2018–حالياً)
- الصومال – أحمد عيسى عوض (2018–حالياً)
- الصومال – Yasin Hagi Mohamud Hiir (2018–حالياً)
- جنوب إفريقيا – لينديوي نونكيبا سيسيولو (2018–حالياً)
- جنوب السودان – Nhial Deng Nhial (2018–حالياً)
- السودان – al-Dirdiri Mohamed Ahmed (2018–حالياً)
- إسواتيني – Thuli Dladla (2018–حالياً)
- تنزانيا – أوغسطين ماهيغة  [لغات أخرى]‏ (2015–حالياً)
- توغو – Robert Dussey (2013–حالياً)
- تونس – خميس الجهيناوي (2016–حالياً)
- أوغندا – سام كوتيسا (2005–حالياً)
- Western Sahara – Mohamed Salem Ould Salek (1998–حالياً)
- زامبيا – Joe Malanji (2018–حالياً)
- زيمبابوي – سيبوسيسو مويو  [لغات أخرى]‏ (2017–حالياً)

## آسيا
- أبخازيا – داور كوفي (2016–حالياً)
- أفغانستان – صلاح الدين رباني (2015–حالياً)
- أرمينيا – زهراب ناتساكانيان (2018–حالياً)
- جمهورية أرتساخ – Masis Mayilyan (2017–حالياً)
- أذربيجان – ألمار ممادياروف (2004–حالياً)
- البحرين – خالد بن أحمد بن محمد آل خليفة (2005–حالياً)
- بنغلاديش –
  1. ابو الحسن محمود علي (2014–2019)
  2. أبو الكلام عبد المؤمن (2019–حالياً)
- بوتان – Tandi Dorji (2018–حالياً)
- بروناي – حسن البلقية (2015–حالياً)
- كمبوديا – Prak Sokhon (2016–حالياً)
- China (People's Republic of China) – وانغ يي (2013–حالياً)
- تيمور الشرقية – see Timor-Leste
- جورجيا – Davit Zalkaliani (2018–حالياً)
- الهند – سوشما سواراج (2014–حالياً)
- إندونيسيا – ريتنو مارسودي (2014–حالياً)
- إيران – محمد جواد ظريف (2013–حالياً)
- العراق – محمد علي الحكيم (سياسي) (2018–حالياً)
  -  Kurdistan – فلاح مصطفى بكر (2006–حالياً)
- إسرائيل – بنيامين نتانياهو (2015–حالياً)
- اليابان – تارو كونو (2017–حالياً)
- الأردن – أيمن الصفدي (2017–حالياً)
- كازاخستان – Beybut Atamkulov (2018–حالياً)
- North Korea (Democratic People's Republic of Korea) – ري جونغ-هو (2016–حالياً)
- South Korea (Republic of Korea) – كانغ كيو وها (2017–حالياً)
- الكويت – صباح الخالد الحمد الصباح (2011–حالياً)
- قرغيزستان – Chingiz Aidarbekov (2018–حالياً)
- لاوس – Saleumxay Kommasith (2016–حالياً)
- لبنان – جبران باسيل (2014–حالياً)
- ماليزيا – Saifuddin Abdullah (2018–حالياً)
- المالديف – عبد الله شاهد (2018–حالياً)
- منغوليا – Damdin Tsogtbaatar (2017–حالياً)
- ميانمار – أون سان سو تشي (2016–حالياً)
- جمهورية أرتساخ – see under Artsakh
- نيبال – Pradeep Gyawali (2018–حالياً)
- عمان – يوسف بن علوي (1982–حالياً)
- باكستان – سيد محمود قريشي (2018–حالياً)
- فلسطين – رياض المالكي (2007–حالياً)
- الفلبين – Teodoro Locsin Jr. (2018–حالياً)
- قطر – محمد بن عبد الرحمن آل ثاني (2016–حالياً)
- السعودية – إبراهيم بن عبد العزيز العساف (2018–حالياً)
- سنغافورة – فيفيان بالاكريشنان (2015–حالياً)
- أوسيتيا الجنوبية – دميتري مدوييف (2017–حالياً)
- سريلانكا – تيلاك مارابانا  [لغات أخرى]‏ (2018–حالياً)
- Syria (Syrian Arab Republic – وليد المعلم (2006–حالياً)
- Taiwan (Republic of China) – جوزيف وو  [لغات أخرى]‏ (2018–حالياً)
- طاجيكستان – سيروجياددين اسلوف  [لغات أخرى]‏ (2013–حالياً)
- تايلاند – دون برامودويناي (2015–حالياً)
- تيمور الشرقية – Dionísio Babo (2018–حالياً)
- تركيا – مولود جاويش أوغلو (2015–حالياً)
- تركمانستان – رشيد ميردف (2001–حالياً)
- الإمارات العربية المتحدة – عبد الله بن زايد آل نهيان (2006–حالياً)
- أوزبكستان – عبد العزيز كاملوف (2012–حالياً)
- فيتنام – فام بنه منه (2011–حالياً)
- اليمن
  - Republic of Yemen – خالد اليماني (2018–حالياً)
  - المجلس السياسي الأعلى (اليمن) (ما بعد انقلاب 2014 في اليمن، ما بعد انقلاب 2014 في اليمن) – Hisham Abdullah (2016–حالياً)

## أوروبا
- ألبانيا – ديتمير بوشاتي (2013–حالياً)
- أندورا – Maria Ubach Font (2017–حالياً)
- النمسا – كارين كنايسل (2017–حالياً)
- بيلاروس – فلاديمير ماكي (2012–حالياً)
- بلجيكا – ديدييه رايندرز (2011–حالياً)
  -  بروكسل – Guy Vanhengel (2013–حالياً)
  -  فلاندرز – غيرت بورجوازي (2014–حالياً)
  - والونيا – ويللي بورسوس (2017–حالياً)
- البوسنة والهرسك – Igor Crnadak (2015–حالياً)
- بلغاريا – Ekaterina Zakharieva (2017–حالياً)
- كرواتيا – Marija Pejčinović Burić (2017–حالياً)
- قبرص – نيكوس خريستودوليدس (2018–حالياً)
- جمهورية التشيك – Tomáš Petříček  [لغات أخرى]‏ (2018–حالياً)
- الدنمارك – اندرس سامويلسن (2016–حالياً)
  -  جزر فارو – بول ميكلسين (2015–حالياً)
- جمهورية دونيتسك الشعبية – Natalya Nikonorova (2016–حالياً)
- إستونيا – Sven Mikser (2016–حالياً)
- فنلندا – تيمو سويني (2015–حالياً)
- فرنسا – جان إيف لودريان (2017–حالياً)
- ألمانيا – هايكو ماس (2018–حالياً)
- اليونان – أليكسيس تسيبراس (2018–حالياً)
- غيرنزي – Jonathan Le Tocq (2016–حالياً)
- المجر – بيتر سيارتو (2014–حالياً)
- آيسلندا – Guðlaugur Þór Þórðarson (2017–حالياً)
- جمهورية أيرلندا – سيمون كوفي (2017–حالياً)
- إيطاليا – Enzo Moavero Milanesi (2018–حالياً)
- جيرزي – Ian Gorst (2018–حالياً)
- كوسوفو – بهجت باكولي (2017–حالياً)
- لاتفيا – Edgars Rinkēvičs (2011–حالياً)
- ليختنشتاين – فريش اريليا (2009–حالياً)
- ليتوانيا – Linas Antanas Linkevičius (2012–حالياً)
- جمهورية لوغانسك الشعبية – Vladislav Deinevo (acting) (2017–حالياً)
- لوكسمبورغ – جان اسيلبورن (2004–حالياً)
- مقدونيا – نيكولا ديميتروف (2017–حالياً)
- مالطا – كارميلو أبيلا  [لغات أخرى]‏ (2017–حالياً)
- مولدوفا – Tudor Ulianovschi (2018–حالياً)
  -  غاغاوزيا – Vitaliy Vlah (2015–حالياً)
- موناكو – Gilles Tonelli (2015–حالياً)
- الجبل الأسود – Srđan Darmanović (2016–حالياً)
- هولندا – ستيف بلوك (2018–حالياً)
- قبرص الشمالية – Kudret Özersay (2018–حالياً)
- النرويج – Ine Marie Eriksen Søreide (2017–حالياً)
- بولندا – جاسيك تشوابوتوفيتش (2018–حالياً)
- البرتغال – أوقستو سانتوس سيلفا (2015–حالياً)
- رومانيا – Teodor Meleșcanu (2017–حالياً)
- روسيا – سيرغي لافروف (2004–حالياً)
- سان مارينو – نيكولا رينزي  [لغات أخرى]‏ (2016–حالياً)
- صربيا – إيفيتسا داتشيتش (2014–حالياً)
- سلوفاكيا – ميروسلاف لاجاك (2012–حالياً)
- سلوفينيا – ميرو تسيرار (2018–حالياً)
- إسبانيا – جوزيب بوريل (2018–حالياً)
  -  كتالونيا – Ernest Maragall (2018–حالياً)
- السويد – مارغو والستروم (2014–حالياً)
- سويسرا – إجنازيو كاسيس (2017–حالياً)
- ترانسنيستريا – Vitaly Ignatyev (2015–حالياً)
- أوكرانيا – Pavlo Klimkin (2014–حالياً)
- المملكة المتحدة – جيريمي هنت (2018–حالياً)
  -  إسكتلندا – Fiona Hyslop، Cabinet Secretary for External Affairs  [لغات أخرى]‏ (2011–حالياً)
- الفاتيكان – بول غالاغر (أسقف) (2014–حالياً)

## أمريكا الشمالية ومنطقة البحر الكاريبي
- أنتيغوا وباربودا – E.P. Chet Greene (2018–حالياً)
- جزر البهاما – Darren Henfield (2017–حالياً)
- باربادوس – Jerome Walcott (2018–حالياً)
- بليز – ويلفريد إرينغتون (2008–حالياً)
- كندا – كريستيا فريلاند (2017–حالياً)
  -  كيبك – Nadine Girault (2018–حالياً)
- كوستاريكا – Lorena Aguilar Revelo (acting) (2018–حالياً)
- كوبا – برونو رودريغيز بارييا (2009–حالياً)
- دومينيكا – فرانسين بارون  [لغات أخرى]‏ (2014–حالياً)
- جمهورية الدومينيكان – ميغيل فارغاس (2016–حالياً)
- السلفادور – Carlos Castaneda (2018–حالياً)
- جرينلاند – Ane Lone Bagger (2018–حالياً)
- غرينادا – بيتر ديفيد (سياسي) (2018–حالياً)
- غواتيمالا – ساندرا يوفيل  [لغات أخرى]‏ (2017–حالياً)
- هايتي – Bocchit Edmond (2018–حالياً)
- هندوراس – ماريا دولورس أغيرو (2016–حالياً)
- جامايكا – كامينا جونسون سميث  [لغات أخرى]‏ (2016–حالياً)
- المكسيك – مارسيلو إبرارد (2018–حالياً)
- نيكاراغوا –Denis Moncada (2017–حالياً)
- بنما – إيزابيل سانت مالو  [لغات أخرى]‏ (2014–حالياً)
- سانت كيتس ونيفيس – Mark Brantley (2015–حالياً)
- سانت لوسيا – Allen Chastanet (2016–حالياً)
- سانت فينسنت والغرينادين – Sir Louis Straker  [لغات أخرى]‏ (2015–حالياً)
- ترينيداد وتوباغو – Dennis Moses (2015–حالياً)
- الولايات المتحدة – مايك بومبيو (2018–حالياً)

## أوقيانوسيا
- أستراليا – ماريز باين (2018–حالياً)
- جزر كوك – هنري بونا  [لغات أخرى]‏ (2013–حالياً)
- فيجي – فرانك باينيماراما (2016–حالياً)
- تاهيتي – إدوارد فريتش (2014–حالياً)
- كيريباتي – Taneti Mamau (2016–حالياً)
- جزر مارشال – John Silk (2016–حالياً)
- ميكرونيسيا – لورين إس. روبرت [الفرنسية]‏ (2007–حالياً)
- ناورو – بارون واكا (2013–حالياً)
- نيوزيلندا – ونستون بيترز (2017–حالياً)
- نييوي – Toke Talagi (2008–حالياً)
- بالاو – Faustina K. Rehuher-Marugg (2017–حالياً)
- بابوا غينيا الجديدة – ريمبينك باتو  [لغات أخرى]‏ (2012–حالياً)
- ساموا – Tuilaepa Aiono Sailele Malielegaoi (1998–حالياً)
- جزر سليمان – ميلنر توزاكا  [لغات أخرى]‏ (2014–حالياً)
- توكيلاو – Afega Gaualofa (2018–حالياً)
- تونغا – أكيليسي بوهيفا (2018–حالياً)
- توفالو – Taukelina Finikaso (2013–حالياً)
- فانواتو – رالف ريجينفانو (2017–حالياً)

## أمريكا الجنوبية
- الأرجنتين – Jorge Faurie (2017–حالياً)
- بوليفيا – دييغو باري رودريغيز  [لغات أخرى]‏ (2018–حالياً)
- البرازيل – إرنستو أرايجو (2019–حالياً)
- تشيلي – روبرتو أمبويرو (2018–حالياً)
- كولومبيا – كارلوس هولمز تروهيو (2018–حالياً)
- الإكوادور – José Valencia Amores (2018–حالياً)
- غيانا – Carl Greenidge  [لغات أخرى]‏ (2015–حالياً)
- باراغواي – Luis Castiglioni (2018–حالياً)
- بيرو – Néstor Popolizio (2018–حالياً)
- سورينام – Yldiz Pollack-Beighle (2017–حالياً)
- الأوروغواي – رودولفو نين نوفوا (2015–حالياً)
- فنزويلا – Jorge Arreaza (2017–حالياً)